# Carlo Cresti

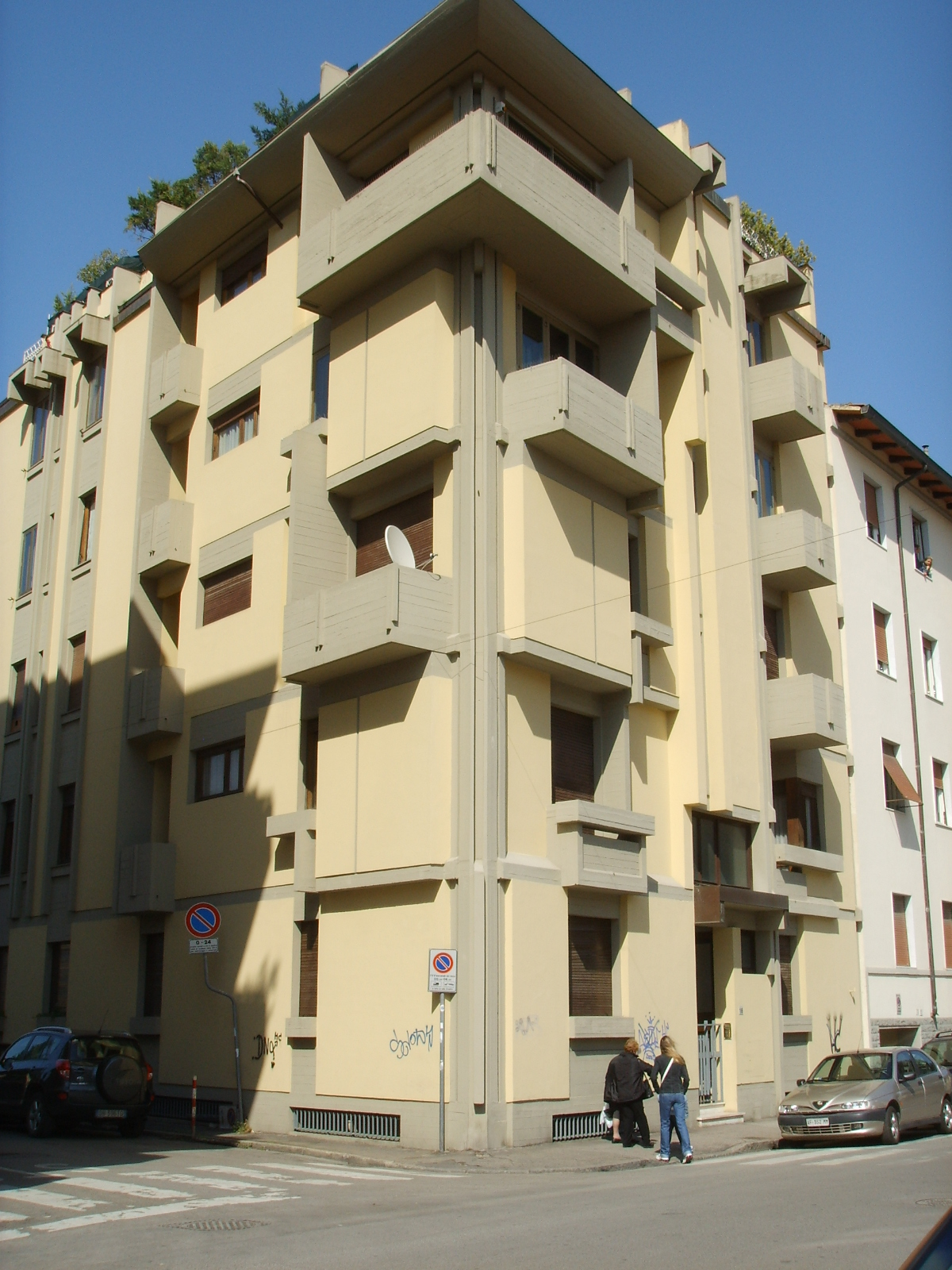
Edificio per abitazioni in via Lanza, Firenze

Carlo Cresti (Firenze, 4 novembre 1931 – Firenze, 29 ottobre 2018) è stato un architetto e storico dell'architettura italiano.

## Biografia
Si diplomò al liceo artistico e successivamente studiò alla facoltà di architettura dell'Università di Firenze, laureandosi nel 1962.
Nel contempo operò nelle arti figurative, ottenendo alcuni riconoscimenti; preferì comunque dedicarsi con maggiore impegno allo svolgimento delle attività di architetto, docente universitario e storico dell'architettura.
Attivo nella progettazione di architetture, arredamenti e oggetti, tra le sue opere si ricordano un edificio per abitazioni in via Lanza, a Firenze (1966), l'arredamento della chiesa di San Martino a Campi Bisenzio (1968) e la sala di Michelangelo Buonarroti al Museo nazionale del Bargello (1970)..
Autore particolarmente prolifico, fu direttore della rivista "La Nuova Città" fondata da Giovanni Michelucci e curò studi monografici su Le Corbusier e Alvar Aalto, oltre ai volumi Architetti e ingegneri della Toscana dell'Ottocento (1978), Architettura e fascismo (1986), Il liberty a Firenze (1982), Orientalismi nelle architetture d'Occidente (1999) e Museologia e museografia. Teoria e prassi (2006). Fu protagonista indiscusso dello studio della storia dell'architettura fiorentina tra le due guerre.